# Lambs Grove
Lambs Grove és una població dels Estats Units a l'estat d'Iowa. Segons el cens del 2000 tenia 225 habitants.

## Demografia
Segons el cens del 2000, Lambs Grove tenia 225 habitants, 80 habitatges, i 68 famílies. La densitat de població era de 868,7 habitants/km².
Dels 80 habitatges en un 40% hi vivien nens de menys de 18 anys, en un 73,8% hi vivien parelles casades, en un 7,5% dones solteres, i en un 15% no eren unitats familiars. En el 12,5% dels habitatges hi vivien persones soles el 3,8% de les quals corresponia a persones de 65 anys o més que vivien soles. El nombre mitjà de persones vivint en cada habitatge era de 2,81 i el nombre mitjà de persones que vivien en cada família era de 3,06.
Per edats la població es repartia de la següent manera: un 26,2% tenia menys de 18 anys, un 8,4% entre 18 i 24, un 23,1% entre 25 i 44, un 30,2% de 45 a 60 i un 12% 65 anys o més.
L'edat mediana era de 41 anys. Per cada 100 dones de 18 o més anys hi havia 88,6 homes.
La renda mediana per habitatge era de 56.000 $ i la renda mediana per família de 65.417 $. Els homes tenien una renda mediana de 45.000 $ mentre que les dones 28.750 $. La renda per capita de la població era de 20.923 $. Entorn del 6,2% de les famílies i el 5,6% de la població estaven per davall del llindar de pobresa.

## Poblacions més properes
El següent diagrama mostra les poblacions més properes.